# Limatulinidae
Limatulinidae zijn een uitgestorven familie van tweekleppigen uit de orde Pectinida.